# Condado de Wadena
O Condado de Wadena é um dos 87 condados do estado americano de Minnesota. A sede do condado é Wadena, e sua maior cidade é Wadena. O condado possui uma área de 1 406 km² (dos quais 21 km² estão cobertos por água), uma população de 13 713 habitantes, e uma densidade populacional de 10 hab/km² (segundo o censo nacional de 2000). O condado foi fundado em 1858.